# 6-Stunden-Rennen von Mugello 1979

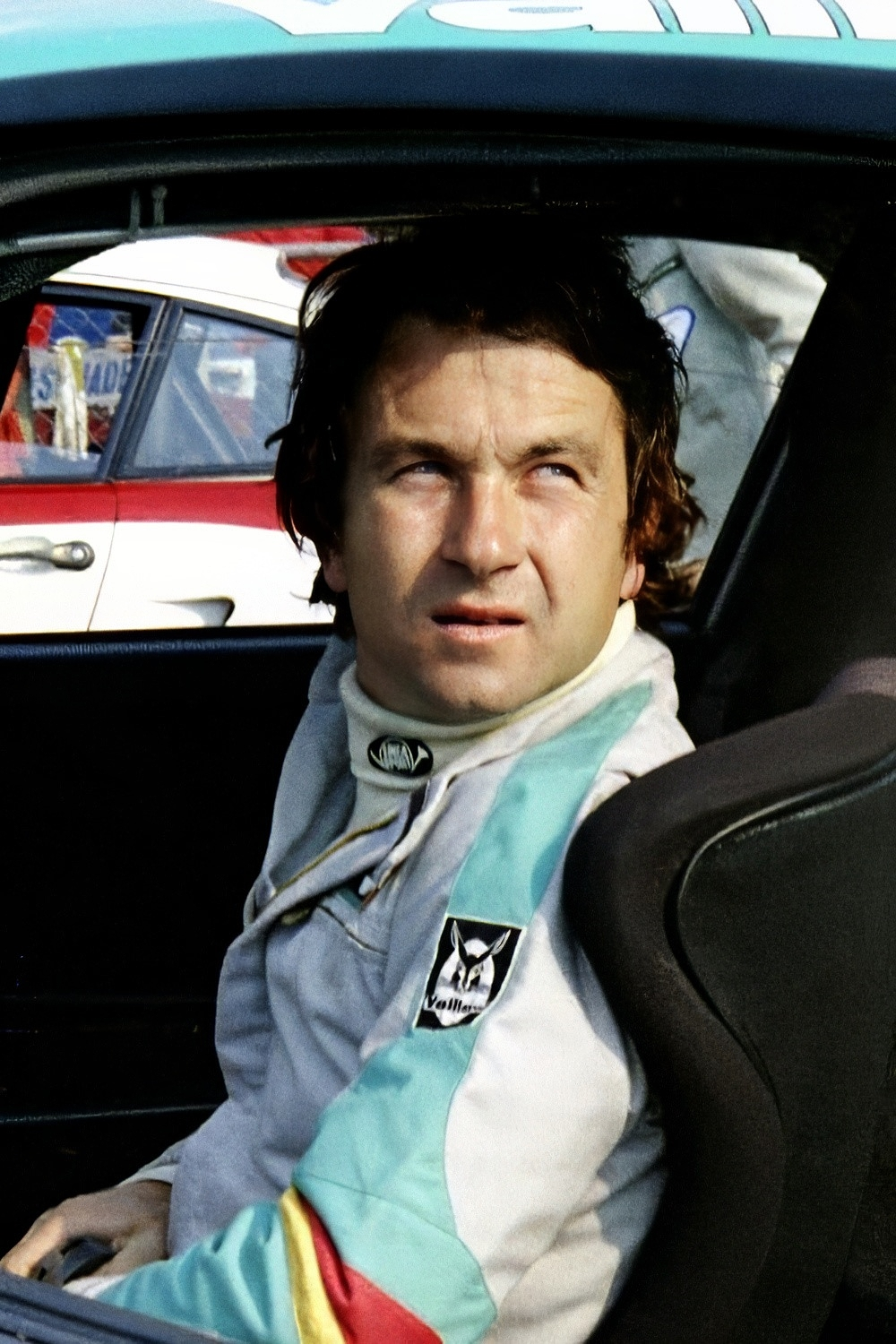
Erster Saisonsieg für Bob Wollek

Das 6-Stunden-Rennen von Mugello 1979, auch Campionato Mondo Marche Aut., Mugello, fand am 18. März auf dem Autodromo Internazionale del Mugello statt. Das Rennen war der dritte Wertungslauf der Sportwagen-Weltmeisterschaft dieses Jahres.

## Das Rennen
Das Rennen in Mugello zeigte sehr deutlich den Abstieg, den die Sportwagen-Weltmeisterschaft inzwischen genommen hatte. 18 Fahrzeuge, darunter vier 2-Liter-Sportwagen, nahmen das Rennen auf. Die Überlegenheit der beiden Gelo-Racing-Porsche 935 wurde zu Beginn von Carlo Facetti im Jolly-Club-935 gestört, der im Regen in Führung ging. Nach einer Kollision beim Überrunden fiel er zurück und beendete das Rennen mit Partner Martino Finotto an der dritten Stelle der Schlusswertung.
Als der Regen immer stärker wurde, brach die Rennleitung die Veranstaltung nach einer Fahrzeit von 5 Stunden und 15 Minuten ab. Für das Team von Georg Loos gab es einen Doppelsieg, wobei Bob Wollek und Manfred Schurti in beiden Fahrzeugen Rennzeiten verbrachten. Zur Siegermannschaft zählte neben Wollek und Schurti noch John Fitzpatrick. Fitzpatrick wiederholte damit seinen Sieg aus dem Vorjahr.

## Ergebnisse

### Schlussklassement
| 1               | Gr. 5   | 12 | Gelo Racing Team             | John Fitzpatrick Manfred Schurti Bob Wollek      | Porsche 935/77A                  | 138 |
| 2               | Gr. 5   | 11 | Gelo Racing Team             | Bob Wollek Jacky Ickx Manfred Schurti            | Porsche 935/77A                  | 136 |
| 3               | Gr. 5   | 3  | Jolly Club Sportwagen Racing | Carlo Facetti Martino Finotto                    | Porsche 935                      | 136 |
| 4               | S 2.0   | 26 | Giorgio Francia              | Giorgio Francia Lella Lombardi                   | Osella PA6                       | 133 |
| 5               | GT      | 53 | Angelo Pallavicini           | Angelo Pallavicini Marco Vanoli                  | Porsche Carrera RSR              | 122 |
| 6               | GT      | 61 | Ecurie Biennoise             | Willi Spavetti Enzo Calderari                    | Porsche Carrera RSR              | 120 |
| 7               | Gr. 5   | 2  | Carlo Pietromarchi           | Carlo Pietromarchi Maurizio Micangeli            | De Tomaso Pantera GT4 Silhouette | 114 |
| 8               | S 2.0   | 23 | Carlo Franchi                | Carlo Franchi Gianfranco Palazzoli               | Osella PA7                       | 114 |
| 9               | GT      | 55 | Marco Onori                  | Marco Onori Maurizio Orsi                        | Porsche 934                      | 110 |
| Disqualifiziert |         |    |                              |                                                  |                                  |     |
| 10              | S 2.0   | 22 | Société ROC                  | François Sérvanin Laurent Ferrier                | Chevron B36                      |     |
| Ausgefallen     |         |    |                              |                                                  |                                  |     |
| 11              | Gr. 5   | 4  | Charles Geeraerts            | Charles Geeraerts Jacques Berenger               | BMW 320i                         |     |
| 12              | Gr. 5   | 5  | Paul Mahlke Racing           | Ralf-Dieter Schreiber Wolf-Dieter Feuerlein      | Porsche 935                      |     |
| 13              | Gr. 5   | 6  | Jan Lundgardh                | Jan Lundgardh Herbert Müller Eberhard Braun      | Porsche 935                      |     |
| 14              | Gr. 5   | 7  | Scuderia Ateneo              | Luigi Moreschi Mauro Nesti                       | BMW 320i                         |     |
| 15              | Gr. 5   | 9  | Giuseppe Piazzi              | Luigi Moreschi Giuseppe Piazzi Stanislao Sterzel | Fiat X1/9                        |     |
| 16              | S 2.0   | 33 | Giampaolo Lara               | Giampaolo Lara Domenico Bazzani Ettore Bogani    | Chevron B36                      |     |
| 17              | Gr.5    | 57 | Kenneth Leim                 | Kenneth Leim Kurt Simonsen                       | Porsche 934                      |     |
| 18              | GT      | 58 | Kores Racing                 | Georges Bourdillat Alain-Michel Bernard          | Porsche 934                      |     |
| Nicht gestartet |         |    |                              |                                                  |                                  |     |
| 19              | S 2.0   | 32 | Ruggero Parpinelli           | Ruggero Parpinelli Silvano Frisori               | Osella PA6                       | 1   |
| 20              | S + 2.0 | 35 | Marco Capoferri              | Renzo Zorzi Marco Capoferri                      | Lola T286                        | 2   |
| 21              | GT      | 52 | Angelo Pallavicini           | Marco Vanoli Angelo Pallavicini                  | Porsche 934                      | 3   |
| 22              | GT      | 51 | Ecurie 13 Etoiles            | Antoine Salamin Gérard Vial Philippe Collet      | Porsche 930                      | 4   |

1 Unfall im Training
2 überhitzter Motor
3 Start mit Porsche Carrera RSR
4 illegaler Tank

### Nur in der Meldeliste
Hier finden sich Teams, Fahrer und Fahrzeuge, die ursprünglich für das Rennen gemeldet waren, aber aus den unterschiedlichsten Gründen daran nicht teilnahmen.
| Pos. | Klasse  | Nr. | Team                | Fahrer                                        | Chassis             |
| ---- | ------- | --- | ------------------- | --------------------------------------------- | ------------------- |
| 23   | Gr. 5   | 8   | Gabriele Gottifredi | Gabriele Gottifredi Carlo Rebai               | Volkswagen Scirocco |
| 24   | S + 2.0 | 21  | Mauro Nesti         | Mauro Nesti                                   | Chevron B31         |
| 25   | S 2.0   | 24  | Michele di Gioia    | Michele di Gioia                              | Osella PA6          |
| 26   | S 2.0   | 25  | Société ROC         | Marc Sourd                                    | Chevron B36         |
| 27   | S 2.0   | 27  | Domenico Bazzani    | Domenico Bazzani Giampaolo Lara Ettore Bogani | Lola T292           |
| 28   | S 2.0   | 28  | Mauro Nesti         | Mauro Nesti                                   | Lola T298           |
| 29   | S 2.0   | 29  | Scuderia Ateneo     | Luigi Moreschi Eugenio Renna                  | Osella PA7          |
| 30   | S 2.0   | 34  | Fabio Siliprandi    | Fabio Siliprandi                              | Chevron B36         |
| 31   | S 1.6   | 34  | Mario Cangelli      | Mario Cangelli Vittorio Ciardi                | Osella              |
| 32   | GT      | 54  | Jolly Club          | Carlo Facetti Martino Finotto                 | Ferrari 308 GTB     |
| 33   | GT      | 56  | Christian Bussi     | Christian Bussi Bernard Salam                 | Porsche 934         |
| 34   | GT      | 59  | Jacques Guérin      | Jacques Guérin Gérard Bleynie                 | Porsche 911         |

### Klassensieger
| Klasse  | Fahrer                  | Fahrer          | Fahrer     | Fahrzeug            | Platzierung im Gesamtklassement |
| ------- | ----------------------- | --------------- | ---------- | ------------------- | ------------------------------- |
| S + 2.0 | kein Teilnehmer im Ziel |                 |            |                     |                                 |
| S 2.0   | Giorgio Francia         | Lella Lombardi  |            | Osella PA6          | Rang 4                          |
| Gr. 5   | John Fitzpatrick        | Manfred Schurti | Bob Wollek | Porsche 935/77A     | Gesamtsieg                      |
| GT      | Angelo Pallavicini      | Marco Vanoli    |            | Porsche Carrera RSR | Rang 5                          |

### Renndaten
- Gemeldet: 34
- Gestartet: 18
- Gewertet: 9
- Rennklassen: 4
- Zuschauer: unbekannt
- Wetter am Renntag: starker Regen
- Streckenlänge: 5,245 km
- Fahrzeit des Siegerteams: 5:15:47,500 Stunden
- Gesamtrunden des Siegerteams: 138
- Gesamtdistanz des Siegerteams: 723,810 km
- Siegerschnitt: 137,523 km/h
- Pole Position: Giorgio Francia – Osella PA6 (#26) – 1:52,970 = 167,142 km/h
- Schnellste Rennrunde: Carlo Facetti – Porsche 935 (#3) – 1:57,900 = 160,153 km/h
- Rennserie: 3. Lauf zur Sportwagen-Weltmeisterschaft 1979